# Pokola
Pokola (Peklenc, Pekelnyboh, Pekelnypan, Pekelnik, Lokton) zloduh je podzemlja u slavenskoj mitologiji. U početku su stari Slaveni štovali pored raznih starih božanstava i posebno božansko trojstvo u sastavu boga Peruna, Potrimbe i Pokola. Ovo trojstvo štovali su pod starim dubovima u koje bi urezali likove navedenih bogova trojstva, a pred njima bi bili postavljeni žrtvenici na kojima su se polagale žrtve bogovima.